# Biruta Veldre
Biruta Veldre, née le 5 aout 1934 à Riga en Lettonie, est une réalisatrice lettonne. 
Elle a fait ses études à l'Académie russe des arts du théâtre à Moscou en 1958-1965, puis, a complété ses études aux cours supérieurs des réalisateurs de 1970 à 1975. 
Elle débute comme assistant réalisateur pour les films de fiction en 1955. À partir de 1964, elle tourne les documentaires et les courts métrages ainsi que les épisodes des séries de communication télévisuelle Māksla, Padomju Latvija, Sporta apskats, Lauku hronika, Latvijas hronika entre 1984 et 1993. Sa carrière s'est déroulée à Riga Film Studio et à "Filmu Studija Trīs".
Elle est membre de l'Union cinématographique de Lettonie depuis 1978.
Le 17 novembre 2009, pour sa contribution au cinéma documentaire national Biruta Veldre fut fait chevalier de l'Ordre des Trois Étoiles par le président de Lettonie Valdis Zatlers.

## Filmographie

### Assistant réalisateur
- 1955 : Pēc vētras ( Eduards Penclins et Fjodors Knorre)
- 1957 : Rita (Ada Neretniece)
- 1957 : Zvejnieka dēls (Varis Krūmiņš)
- 1957 : Kā gulbji balti padebeši iet (Pāvels Armands)
- 1958 : Latviešu strēlnieka stāsts (Pāvels Armands)
- 1959 : Atbalss (Varis Krūmiņš)
- 1960 : Vētra (Rolands Kalniņš et Varis Krūmiņš)
- 1961 : Velna ducis (Pāvels Armands)
- 1962 : Jolanta (Vladimir Gorikker)
- 1963 : Trois plus deux (Genrikh Oganessian)
- 1964 : Cielaviņas armija (Aleksandrs Leimanis)

### Réalisateur
- 1964 : Polimēri un dārzeņi
- 1964 : Kā es pavadīju vasaru
- 1965 : Jaungada reportāža
- 1965 : Baltijas suvenīri
- 1967 : 235 millions de visages avec Uldis Brauns
- 1968 : Reiz paaudzēm stāstīs
- 1969 : Jānis Lūsis
- 1969 : Kas kaitēja man dzīvot
- 1970 : Dienas rītdienai
- 1972 : Top meistari
- 1973 : Manu karaveļu ceļi
- 1974 : Kamēr vēl...
- 1974 : DZO medicīnā
- 1975 : Parunā ar mani
- 1976 : Ar leģendu
- 1978 : Spēles
- 1978 : Tāpēc, ka es esmu Aivars Līdaks
- 1979 : Spēle
- 1981 : Olimpa pakājē
- 1983 : Arī miljonāram jāstrādā
- 1983 : Imants Kalniņš
- 1987 : Aizej tur, atnes to...
- 1987 : Selekss
- 1987 : Kam kalnu, kam pakalnu nest
- 1989 : Jānis Peters un mūsu laiks
- 1994 : Labdien, Jūsmājās
- 1997 : Mans brālis